# Wim Delvoye

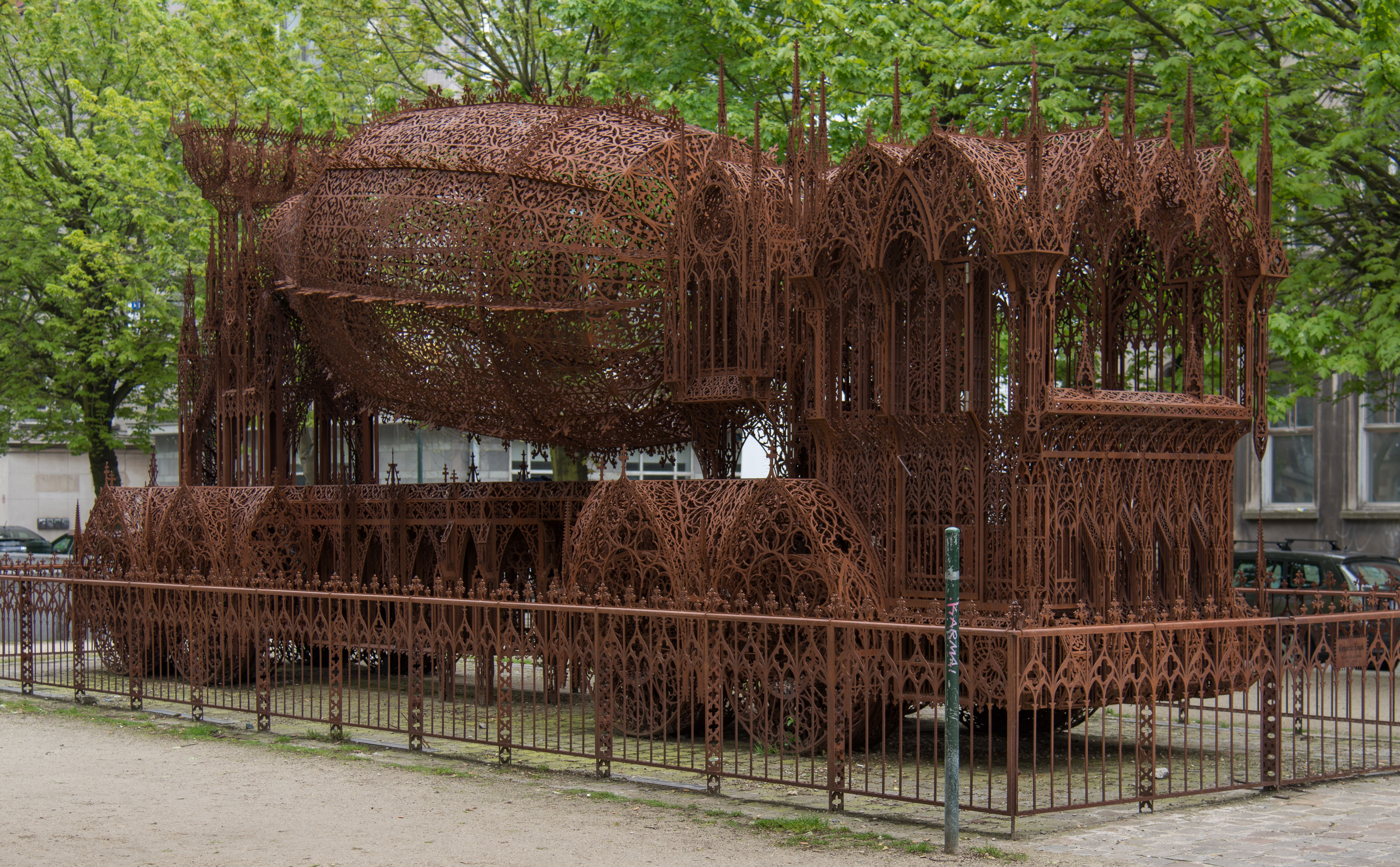
Cement Truck, 2010 (Hooikaai, Brussel)

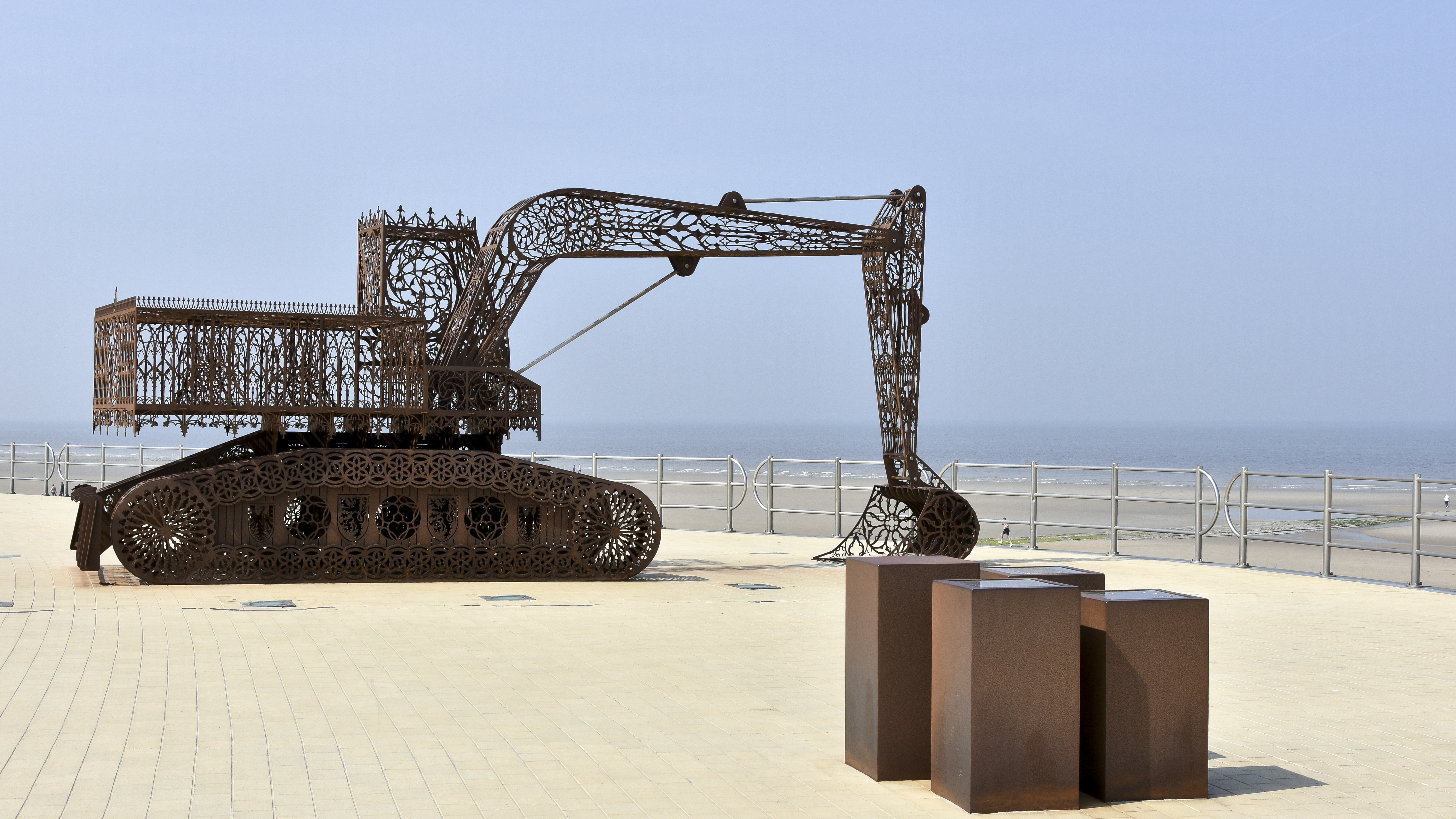
Caterpillar 5 bis op de dijk van Middelkerke

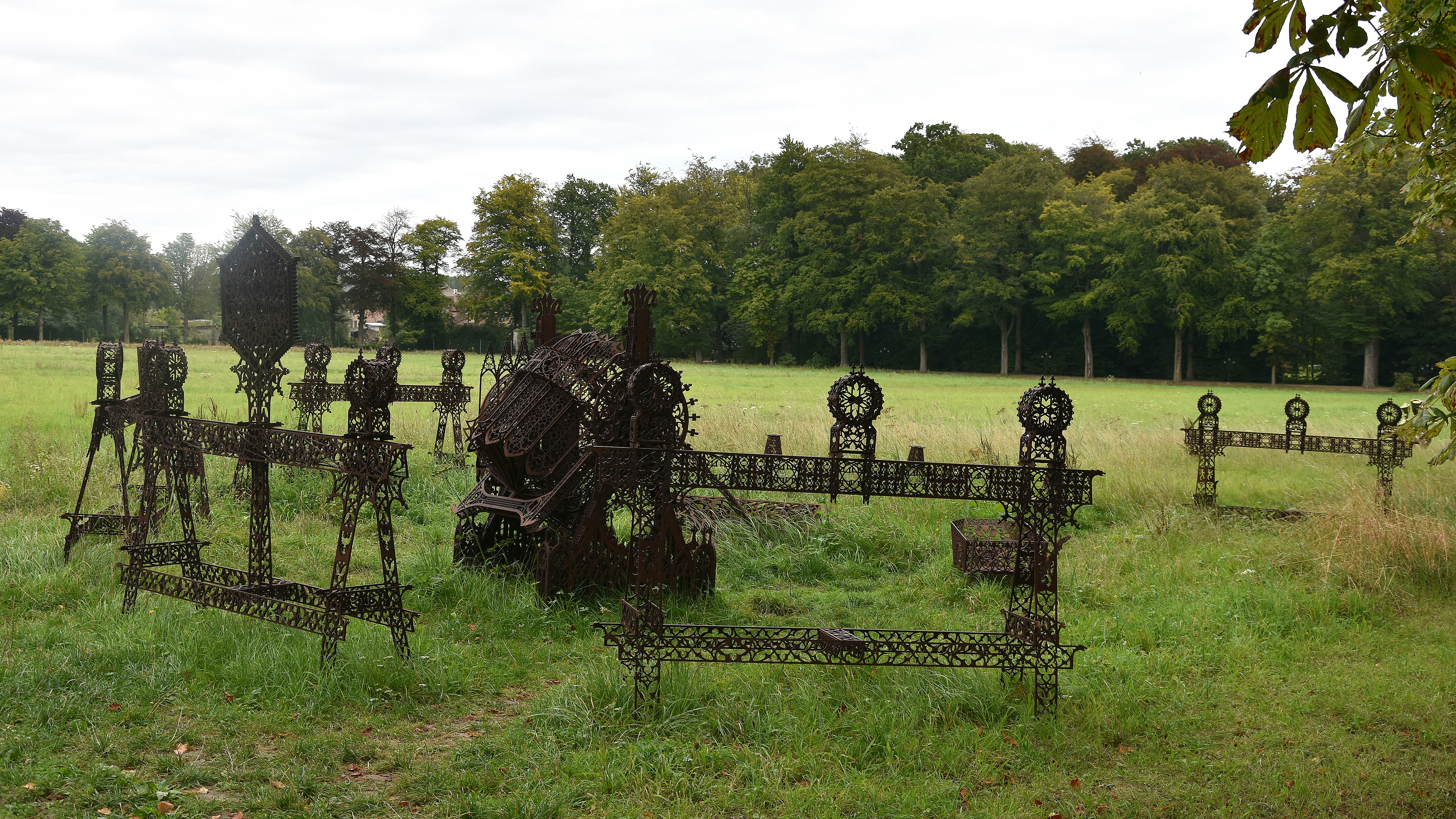
Kunstwerken van Wim Delvoye bij het Waterkasteel van Moorsel

Wim Delvoye (Wervik, België, 1965) is een hedendaags Vlaams kunstenaar die werd opgeleid in Gent.

## Werk
Een selectie:
- 1990 - Deelname aan Biënnale van Venetië
- 1992 - Op documenta IX in Kassel toonde hij getatoeëerde varkens[2], die hij met assistentie van een dierenarts onder narcose behandelde. De getatoeëerde varkens transformeerden zich alzo tot kunstwerk met een toegevoegd copyright. Het slachten ervan is dus niet toegestaan en strafbaar. De kunstenaar stelt hoge eisen aan de omstandigheden waaronder de varkens tentoongesteld worden. Zo is er onder meer gezorgd voor ruim voldoende plaats, een gezellig nachtverblijf en zelfs een gezelschapsvarken (dat overigens niet getatoeëerd is).
- 1999 - Delvoye maakt een video over het uitknijpen van jeugdpuistjes (Sybille).
- 2000 - Delvoye maakt een machine die poep produceert: Cloaca. Het is een machine die het menselijk spijsverteringsstelsel nabootst.[3]
- 2003 - GAIA verhinderde dat de kunstenaar 23 varkens tatoeëert voor de poëziezomer in Watou.
- 2007 - CATERPILLAR serie. Een reeks uit Cortenstaal gemaakte "graafmachines", afgewerkt met (neo-)gotische motieven.
- 2009 - De eerste versie van de "Torre", ontworpen specifiek voor de Biënnale van Venetië, verschijnt in het Peggy Guggenheim.
- 2010 - Nadat de "Torre" verder wordt uitgewerkt, verschijnt hij in de tuin van het Musée Rodin te Parijs waarbij werk van Delvoye samengebracht wordt met beelden van Auguste Rodin.
- 2010 - De "Torre" kreeg een extra (onderste) verdieping en werd op het dak van Horta's Bozar geplaatst (Brussel).

Het werk van Delvoye bevindt zich in collecties van verscheidene kunstmusea, waaronder het MUDAM in Luxemburg. In dit museum is er een installatie, Euterpe (2001), te bezichtigen die een gotische kapel met vele glasramen voorstelt. Daarop ziet men niet, zoals gebruikelijk, heiligen of religieuze taferelen maar een compositie van röntgenfoto's van zoenende en vrijende koppeltjes. Het zijn dus vrij 'heidense' beelden, maar tegelijk herinneren de skeletten en de schedels van de röntgenopnamen aan de dood, zoals de vanitasschilderijen van de oude meesters.

## Kasteel
Op 22 september 2008 kocht Delvoye het kasteel Corroy-le-Château in een openbare veiling. Hij wilde in het kasteel een museum voor hedendaagse kunst inrichten. Zijn eigen werk zou tentoongesteld worden, maar ook dat van bevriende kunstenaars. Korte tijd later werd bekend dat Delvoye het kasteel toch niet zou kopen.
In 2013 bezat hij buiten zijn Studio Wim Delvoye in Gentbrugge het kasteel de Bueren in Melle. Delvoye kwam daar in conflict met overheidsinstellingen na een reeks bouw- en milieuovertredingen in zijn beschermde kasteel tussen 2008 en 2011. Hij verzette zich ook tegen de komst van windturbines in de ruimere zone rond het kasteel.